# Hollisteria lanata
Hollisteria lanata är en slideväxtart som beskrevs av S. Wats.. Hollisteria lanata ingår i släktet Hollisteria och familjen slideväxter. Inga underarter finns listade i Catalogue of Life.